# 扁穗牛鞭草
扁穗牛鞭草（学名：Hemarthria compressa）为禾本科牛鞭草属下的一个种。